# Каррік Рейнджерс
ФК «Каррік Рейнджерс» (англ. Carrick Rangers Football Club) — північноірландський футбольний клуб з міста Каррікфергус, заснований у 1939 році. Виступає у Прем'єршипі. Домашні матчі приймає на стадіоні «Тейлорс Авеню», потужністю 4 500 глядачів.

## Досягнення
Кубок Північної Ірландії
- Володар кубка (1): 1975-76